# Apostáze

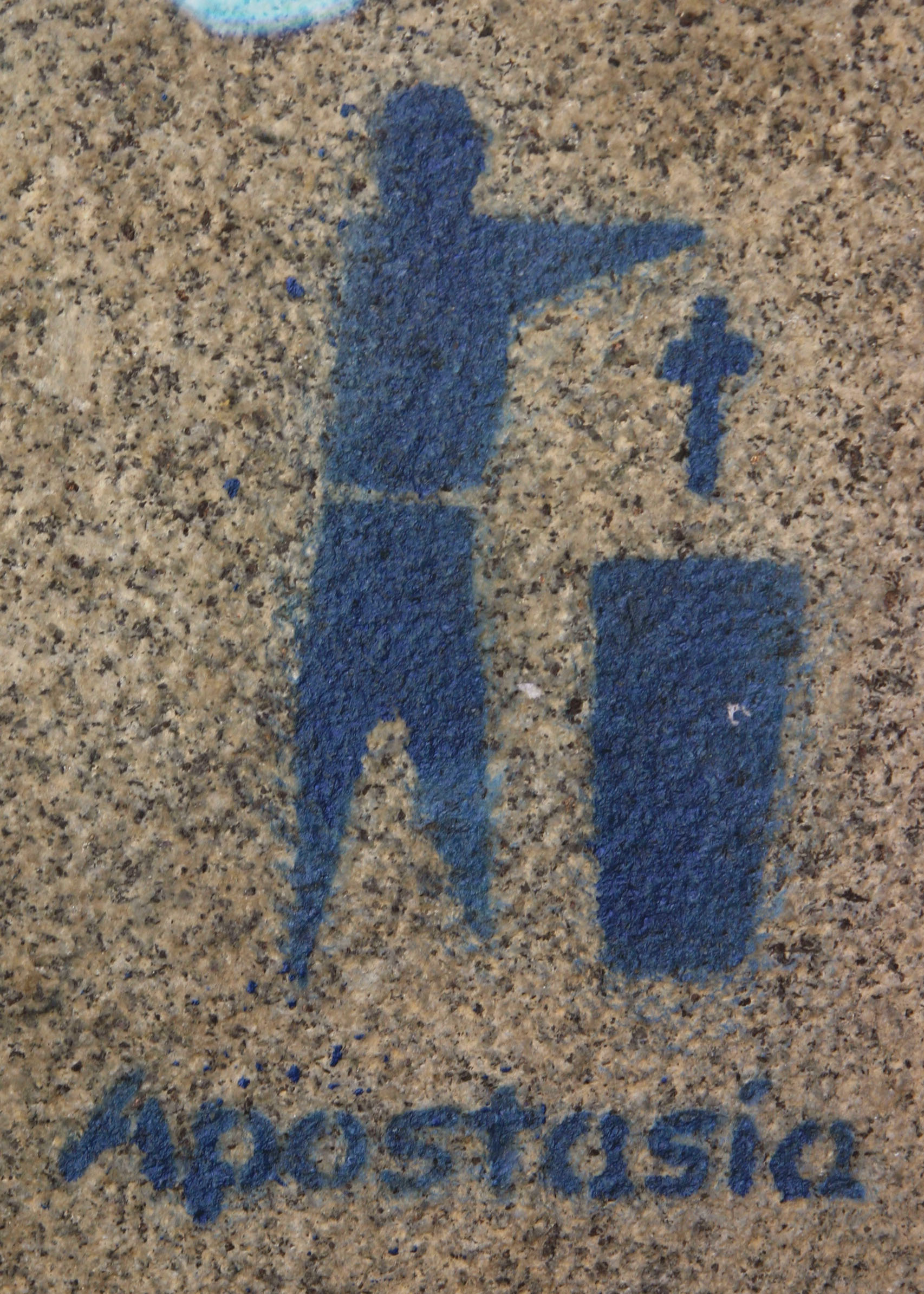
Logo kampaně podporující apostázi od římskokatolické církve ve Španělsku

Apostáze (původem řecky: ἀποστασία; v přepisu apostasia) je termín označující v klasickém smyslu odpadnutí či odstoupení od víry. Moderní sociologie užívá pojem apostáze v novějším a obecnějším smyslu: odpor k formalizovanému náboženství (nikoli nutně ateistický), který je typický pro postindustriální společnosti. V metaforickém smyslu může pojem označovat jakékoli odpadlictví či opuštění něčeho.

## Křesťanství
Katolická církev (i jiné církve) chápala v minulosti apostázi jako zločin, pojem splýval s pojmem kacířství. Šlo o zločin duchovní následovaný exkomunikací (z církve), leč v některých státech, kde byla moc církevní svázána s mocí světskou, mohl být i zločinem státním postihovaným státními soudy – východořímský císař Justinián I. kupříkladu v kodexu, jež vydal, stanovil pro zločin apostáze tresty jako konfiskace majetku, nezpůsobilost k dědění či trest smrti pro návodce k odstoupení od víry. V Rakouské říši byla apostáze jako státní zločin zrušena až 25. května 1868.
Ottův slovník naučný pojem definoval takto: „Apostasie (řec.) jest církevní zločin, jehož se dopouští, kdo buď odstoupil od víry křesťanské, aniž třeba přistoupil k jinému náboženství (apostasie a fide č. perfidiae), nebo kdo obdržev vyšší svěcení odstoupil od stavu duchovního (apostasie ordinis č. clericatus), nebo kdo vykonav slavné sliby řeholní o své újmě vystoupil z řádu (apostasie religionis č. monachatus, a apostasie aregula). Provinilec takový nazván apostata. Avšak nezachování církevního příkazu (apostasie inobedientiae) a překřtění (rebaptizatio) nespadají pod pojem apostasie.“

## Kriminalizace apostáze

Země s tresty za odpadlictví od víry (apostázi nebo konverzi), rok 2013:
trest smrti
vězení, nucený rozvod, ztráta rodičovských práv
tresty jen pro muslimy

K roku 2014 bylo na světě 25 států s tresty za veřejnou apostázi. Žádná z těchto zemí se nenacházela v Americe nebo v Evropě, naopak všechny byly státy s muslimskou většinou. V jedenácti z těchto zemí hrozil za odstoupení od víry trest smrti, konkrétně tomu tak bylo v Afghánistánu, Bruneji, Mauritánii, Kataru, Saúdské Arábii, Somálsku, Súdánu, Spojených arabských emirátech, Jemenu, na Komorách a v některých státech Nigérie. Dalšími státy, které apostázi nejrůznějšími formami trestaly, byly Alžírsko, Bahrajn, Egypt, Indonésie, Írán, Irák, Jordánsko, Kuvajt, Libanon, Libye, Maroko, Omán, Pákistán, Sýrie a Tunisko. Seznam zahrnuje jak státy, které trestaly apostázi přímo na základě zákonů proti ní, tak států, kde samotná apostáze nebyla trestným činem, v obecné praxi však byly zaznamenány případy, kdy byla trestána na základě jiných zákonů (nejčastěji těm proti rouhání). V některých z těchto států je apostáze trestná jen pro muslimy.